# Hirnsdorf
Hirnsdorf  är en ort i  kommunen Feistritztal i Österrike. Den ligger i distriktet Hartberg-Fürstenfeld i förbundslandet Steiermark.
Hirnsdorf var tidigare en självständig kommun i distriktet Weiz, men blev den 1 januari 2015 en del av den nybildade kommunen Feistritztal i distriktet Hartberg-Fürstenfeld.